# Verwaltungsgemeinschaft Hohenmölsen-Land
Die Verwaltungsgemeinschaft Hohenmölsen-Land bestand bis zum 1. Januar 2003 im Landkreis Weißenfels in Sachsen-Anhalt. Die Stadt Hohenmölsen war Verwaltungssitz, gehörte selbst aber nicht zur Verwaltungsgemeinschaft.

## Mitgliedsgemeinden
Zur VG Hohenmölsen-Land gehörten die folgenden drei Mitgliedsgemeinden:
- Webau
- Werschen
- Zembschen (bis 9. Mai 2002)

## Geschichte
Bereits am 9. Mai 2002 schied die Gemeinde Zembschen aus der Verwaltungsgemeinschaft durch Eingemeindung nach Hohenmölsen aus. Auch den Gemeinden Webau und Werschen erging es am 1. Januar 2003 so. Hohenmölsen wurde zur Einheitsgemeinde und die VG Hohenmölsen-Land wurde aufgelöst.